# Alfametadol
El alfametadol (α-metadol) es un analgésico opioide sintético. Químicamente es un isómero del dimefeptanol. El otro isómero de esta última substancia es el betametadol (β-metadol).

## Química
Por la presencia de dos átomos de carbono asimétricos, son posibles seis isómeros, como puede verse en el diagrama siguiente:
{\displaystyle {\begin{array}{c}{\text{Dimefeptanol}}\\{\text{(Metadol)}}\end{array}}{\begin{cases}{\text{Alfametadol}}&\left\{{\begin{array}{r}d{\text{-alfametadol}}\\dl{\text{-alfametadol}}\\l{\text{-alfametadol}}\end{array}}\right.\\{\text{Betametadol}}&\left\{{\begin{array}{r}d{\text{-betametadol}}\\dl{\text{-betametadol}}\\l{\text{-betametadol}}\end{array}}\right.\end{cases}}}

## Farmacología
El alfametadol se compone de tres isómeros en sí, d-α-metadol, dl-α-metadol, l-α-metadol. Este último compuesto, el l-α-metadol, es un metabolito activo importante del levacetilmetadol (LAAM), un fármaco sustituto de los opiáceos que se utiliza clínicamente. Los isómeros del alfametadol se unen y activan el receptor opioide μ y son activos como analgésicos opioides, de manera similar a los de alfacetilmetadol (α-acetilmetadol).

## Información adicional
El alfametadol y el betametadol (incluyendo sus isómeros) han sido colocados separadamente bajo fiscalización internacional.